# Eritrichium kungejense
Eritrichium kungejense là loài thực vật có hoa trong họ Mồ hôi. Loài này được Baitenov & Kudab. mô tả khoa học đầu tiên năm 1985.